# جو أكوستا
جو أكوستا (بالإنجليزية: Joe Acosta)‏ هو موسيقي أمريكي، ولد في 31 أكتوبر 1950 في سانتورس ‏ في الولايات المتحدة.

## وصلات خارجية
- جو أكوستا على موقع IMDb (الإنجليزية)

- الموقع الرسمي